# Acacia erinacea
Acacia erinacea é uma espécie de leguminosa do gênero Acacia, pertencente à família Fabaceae.